# Richard Haensch
Richard Haensch est un entomologiste allemand actif à partir de 1890.

## Travaux
Il a collecté des insectes, au Brésil à Bahia et à Minas Gerais et en Équateur.
Il a écrit le chapitre des Danaidae de Die Gross-Schmetterlinge der Erde édité par Adalbert Seitz et publié par Alfred Kernen à Stuttgart.
Il a révisé la sous-famille des Ithomiini.